# Spring Green (Wisconsin)
Spring Green – miasto w Stanach Zjednoczonych, w stanie Wisconsin, w hrabstwie Sauk.